# Salonga Nationalpark
Salonga Nationalpark er et verdensarvsområde i Demokratiske Republik Congo, beliggende midt i landet, i Congoflodens nedbørsområde, i provinserne Equateur, Bandudu og Kasaï Occidental. 
Parken er Afrikas største sammenhængende forekomst af tropisk regnskov. Den har et areal på 36.000 km², og ligger mellem 350 og 700 moh. Parken ligger i et utilgængeligt område, og nås lettest med fly eller af  vandvejen. 
Parken har et rigt og alsidigt dyreliv. Vigtige arter er bonobo (Pan paniscus), afrikansk skovelefant, congopåfugl (Afropavo congensis) og panserkrokodille (Crocodylus cataphractus). På grund af en kritisk bestand af hvidt næsehorn var parken allerede fra 1984 på listen over  truede verdensarvssteder, men bestanden forbedrede sig og parken blev taget af listen i 1992; Politisk uro førte parken tilbage på farelisten i 1999.